# ديفيد بايل
ديفيد بايل (بالإنجليزية: David Pyle)‏ هو لاعب كرة قدم بريطاني في مركز الدفاع، ولد في 12 ديسمبر 1936 في تروبريدج في المملكة المتحدة، وتوفي بنفس المكان في 8 فبراير 2002. لعب مع نادي بريستول روفيرز ونادي بريستول سيتي.